# Пужмезь
Пужме́зь (рос. Пужмезь) — присілок в Кезькому районі Удмуртії, Росія.
В минулому — центр Пужмезької сільради.
Населення — 316 осіб (2010; 355 в 2002).
Національний склад станом на 2002 рік:
- удмурти — 93 %

Урбаноніми:
- вулиці — Комсомольська, Логова, Набережна, Північна, Польова, Садова, Центральна, Шкільна